# Biblia Dietenberger
La Biblia Dietenberger también llamada La Biblia católica (Die Katholische Bibel en alemán) es una traducción católica de la Biblia al alemán realizada por Johann Dietenberger e impresa en Maguncia por Peter Jordan (1534). La corrigió posteriormente el converso Kaspar Ulenberg, y fue la primera Biblia católica en lengua alemana impresa en Europa y la séptima impresa desde la de Johann Gutenberg.

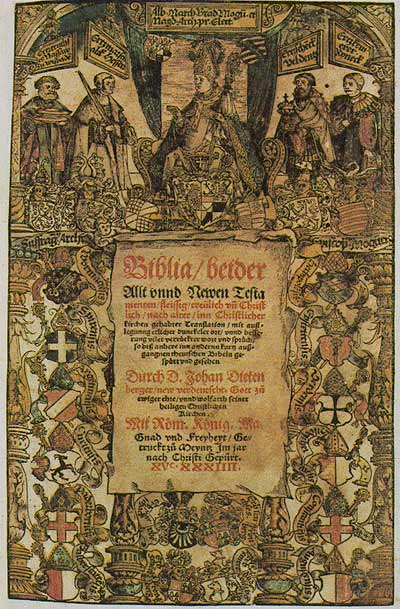
Biblia Mainz German (1534), impresa por Peter Jordan.

## Dietenberger
La primera edición de la Biblia Dietenberger apareció en Maguncia en 1534, el mismo año en que Martín Lutero completó la traducción del Nuevo y el Antiguo Testamento. Después de la traducción católica del Nuevo Testamento por Jerónimo Emser en 1527, la traducción de la Biblia por Johann Dietenberger fue la primera Biblia católica completa con el Nuevo y el Antiguo Testamento. Tres años después, en 1537, con la Biblia de Johannes Eck, se publicó otra traducción católica.
La Biblia de Dietenberger contrastaba con la Biblia de Lutero en que su dialecto alto alemán está más afirmado, mientras que la traducción del teólogo de Ingolstadt Eck poseía fuertes rasgos bávaros. Como resultado, la Biblia de Johann Dietenberger se convirtió en la más impresa en las regiones católicas fuera de Baviera y Austria. Ya en 1540, 1550, 1556, 1561, 1564, 1571 y 1575 se hicieron nuevas ediciones de la misma en Colonia y en 1618 una en Maguncia. Otras ediciones aparecieron en Wurzburgo, Fráncfort del Meno / Maguncia y Núremberg, así como la última edición de 1776 en Augsburgo.

## Ulenberg

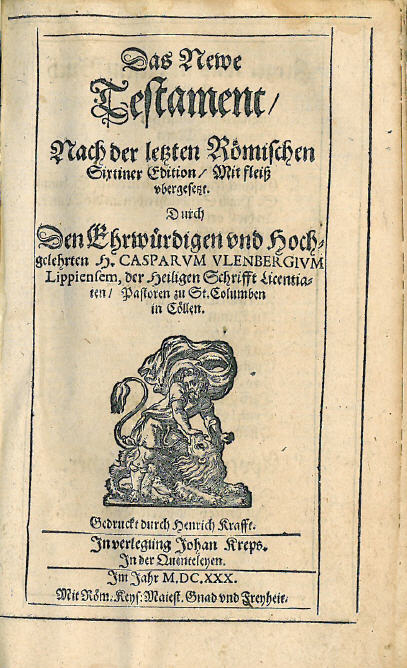
El Nuevo Testamento en octavo de Caspar Ulenberg, 1630

Bajo los papas Sixto V (1590) y Clemente VIII (bula Cum sacrorum Bibliorum, 1592), la Iglesia Católica decidió revisar la Biblia Vulgata latina sobre la base de los LXX / Septuaginta en griego, para asemejarse a las traducciones protestantes desde el texto griego antiguo. Esta reforma de la Vulgata, llamada Vulgata clementina, requirió también una revisión de la Biblia católica alemana. El Arzobispo de Colonia, Ferdinand von Bayern / Fernando de Baviera, encargó al teólogo Caspar Ulenberg, nacido en Lippstadt, revisar la traducción de Johann Dietenberger. Ulenberg comenzó su trabajo en 1614 y lo completó poco antes de su muerte en 1617. Sin embargo, el manuscrito de su revisión permaneció inédito a causa de los desórdenes habidos durante la Guerra de los Treinta Años. Y no fue sino en 1630 cuando su versión revisada fue impresa por Johann Kreps en Colonia, provista de una gran cinta de folio decorada con puntadas. Al mismo tiempo, el Nuevo Testamento suelto fue publicado por el mismo editor en una edición en formato octavo más simple. Desde esta revisión se habla también de la Biblia Dietenberger Ulenberg o, simplemente, de la Biblia Ulenberg.
La edición en folio de gran formato de Colonia (1630) contiene versiones casi idénticas de los grabados del suizo Matthäus Merian el Viejo, como una Biblia protestante impresa en Estrasburgo en el mismo año.

## Ediciones de seguimiento
Ambas versiones de la Biblia de Ulenberg, la edición completa en folio y la suelta del NT en formato octavo reducido, se imprimieron en innumerables otras ediciones los años siguientes, alrededor de 1666 y 1684 en Colonia, 1691 en Sulzbach en el Alto Palatinado, 1701 en Fürth, 1705 y 1718 en Bamberg, 1725 en Erfurt y nuevamente en 1734 y 1757 en Colonia. Otras revisiones del texto fueron llevadas a cabo en 1662 por los teólogos de Maguncia y en 1722 por Thomas Aquinas Erhard, de Stadel (Alta Baviera).
La Biblia Dietenberger siguió siendo la traducción bíblica más utilizada en todas las regiones católicas de habla alemana hasta finales del siglo XVIII. Aparecieron un total de 100 ediciones, la última en Augsburgo (1776).
Los cambios lingüísticos en las diversas ediciones de la Biblia Dietenberger-Ulenberg y su final a finales del siglo XVIII también reflejan la penetración gradual en el sur católico del nuevo lenguaje escrito en alto alemán.

## La revisión
Después de que la Vulgata había sido revisada por iniciativa de los papas Sixto V y Clemente VIII (Editio Sixtina o Biblia Sixto-Clementina), resultó necesario revisar la traducción alemana de Johann Dietenberger, auspiciada además por los jesuitas. Adolf Gottfried Volusio empezó una revisión en 1655 y terminó entre 1661 y 1662; este trabajo fue llamado Biblia Mainzer, pero no se publicó. La Biblia alemana que se publicó en Maguncia (1662) por mandato del arzobispo y elector de Maguncia, el conde de Schönborn, fue una revisión de la traducción de Ulenberg. Esta revisión, titulada Die catholische Mainzer Bibel, todavía se imprime con frecuencia y hasta que apareció la traducción de Joseph Franz von Allioli fue la traducción alemana más popular de la Biblia católica.